# Саргардонське родовище
Саргардонське родовище — в Узбекистані, Ташкентська область. У південно-західній частині Чаткальського масиву. Серед осадових порід району переважають вапняки і доломіт пізнього девону — раннього карбону зім'ятих в антиклінальну складку. Рудне поле приурочене до північного крила цієї складки. Комплексне зруденіння пов'язане з масивом сублужних лейкогранітів ранньої пермі, розташованим в центрі рудного поля. Масив має розмір 4 км на 800 метрів. Мінералізація Саргардонського родовища різноманітна: берилієва, вольфрамова, олов'яна, сульфідна, магнетитова, флюоритова, пов'язана зі скарнами, грейзенами і зонами прожилкової мінералізації. Незначне сульфідне, магнетитове і флюоритове зруденіння пов'язане зі скарнами. Піроксенові і гранат-везувіанові скарни приурочені до контактів гранітних дайок з карбонатитовими породами що утворюють інфільтраційні поклади в вапняках.
Олово-вольфрамове зруденіння представлене серією кварцових жил в гранітному масиві, жили супроводжуються грезйзеновими оторочками. Потужність жил від 1—2 до 40—50 см, падіння круте 60—80о. Берилієві руди представлені трьома видами метасоматитів. Мусковіт-хризоберил-флюоритові руди (головний тип) утворюють лінзовидні поклади і прожилкові зони серед вапняків. Флюорит-мусковіт-евклаз-хризоберилові руди заміщають скарни і полешпатові породи. Цей тип руд розвинений в зонах контактів дайок граніт-порфірів і гранітів з вапняками. Флюорит-топаз-фенакит-берилові руди є тільки в західній частині рудного поля, де карбонатні породи пересічені серією субпаралельних дайок граніт-порфірів. На території рудного поля Саргардон з кінця XIX століття відомо невелике Шабрезьке родовище флюориту. Флюорит-карбонат-кварцові жили (вміст флюориту 14,78 %) приурочені до тектонічних зон дроблення.